# Тейлорсвілл (Міссісіпі)
Тейлорсвілл (англ. Taylorsville) — місто (англ. town) в США, в окрузі Сміт штату Міссісіпі. Населення — 1148 осіб (2020).

## Географія
Тейлорсвілл розташований за координатами 31°49′56″ пн. ш. 89°26′2″ зх. д. / 31.83222° пн. ш. 89.43389° зх. д. (31.832174, -89.433973).  За даними Бюро перепису населення США в 2010 році місто мало площу 9,99 км², уся площа — суходіл.

## Демографія
Згідно з переписом 2010 року, у місті мешкали 1353 особи в 554 домогосподарствах у складі 373 родин. Густота населення становила 135 осіб/км².  Було 654 помешкання (65/км²).
Расовий склад населення:
| - 73,4 % — білих - 25,2 % — чорних або афроамериканців |

До двох чи більше рас належало 0,7 %. Частка іспаномовних становила 1,6 % від усіх жителів.
За віковим діапазоном населення розподілялося таким чином: 25,7 % — особи молодші 18 років, 56,9 % — особи у віці 18—64 років, 17,4 % — особи у віці 65 років та старші. Медіана віку мешканця становила 41,1 року. На 100 осіб жіночої статі у місті припадало 84,8 чоловіків;  на 100 жінок у віці від 18 років та старших — 83,4 чоловіків також старших 18 років.
Середній дохід на одне домашнє господарство  становив 50 309 доларів США (медіана — 35 885), а середній дохід на одну сім'ю — 67 068 доларів (медіана — 55 469). Медіана доходів становила 37 455 доларів для чоловіків та 28 641 долар для жінок. За межею бідності перебувало 24,6 % осіб, у тому числі 39,2 % дітей у віці до 18 років та 18,5 % осіб у віці 65 років та старших.
Цивільне працевлаштоване населення становило 589 осіб. Основні галузі зайнятості: освіта, охорона здоров'я та соціальна допомога — 26,1 %, виробництво — 16,8 %, роздрібна торгівля — 15,8 %.